# Координационный комитет правительства и Императорской Ставки
Координационный комитет правительства и императорской ставки (яп. 大本営政府連絡会議) — созданный в ноябре 1937 орган для консультаций между императорской ставки и правительства Японии. В ноябре 1940 был переименован в Координационное собрание правительства и императорской ставки (яп. 大本営政府連絡懇談会), но в 1941 при третьем правительстве Коноэ был переименован обратно. Главным управляющим органом было административное собрание императорской ставки, в силу независимости власти Верховного главнокомандующего, его могли посещать император и командиры армии и флота, поэтому для поддержания связи с министрами был создан комитет. Премьер-министр Японии был председателем, а министр иностранных дел, министр финансов, министр армии, министр флота, председатель правительственного совета по планированию и начальники штабов также посещали заседания. главные секретари правительства и бюро военной службы присутствовали в качестве секретарей.
У председателя не было реальной власти над комитетом, никто не мог проявить инициативу на совещаниях. Сильные разногласия между представителями флота и армии приводили к тому, что на совещаниях вместо обмена информацией происходили распри из-за бюджета и материального обеспечения, что негативно отражалось на успехе военных действий.
При правительстве Тодзио между премьер-министром, которого не устраивал недостаток транспортных судов для перевозки товаров, и штабом, забившим за собой множество кораблей, не выполняющих каких-либо перевозочных операций, разгорелся конфликт, который не могли разрешить до вмешательства Хирохито. В феврале 1944 Сигэтаро Симада стал начальником генштаба, не оставив поста министра флота, создав необычную по Конституции правовую коллизию.
В августе того же года правительством Коисо был сформирован Высший совет по руководству войной, а прежний комитет был расформирован, а участники уже не были такими независимыми как ранее, а новый орган занимался централистским руководством войной и проработкой военной и политической стратегии.